# Home Nations Championship 1888
Die Ausgabe 1888 des Turniers Home Nations Championship in der Sportart Rugby Union (das spätere Five Nations bzw. Six Nations) fand vom 4. Februar bis zum 10. März statt. England war nicht beteiligt, da die Rugby Football Union sich weigerte, dem zwei Jahre zuvor gegründeten International Rugby Board beizutreten.

## Teilnehmer
| Land       | Stadion        | Stadt     | Kapitän                       |
| ---------- | -------------- | --------- | ----------------------------- |
| Irland     | Lansdowne Road | Dublin    | Harry Neill / Andrew Wauchope |
| Schottland | Raeburn Place  | Edinburgh | Charlie Reid                  |
| Wales      | Rodney Parade  | Newport   | Tom Clapp                     |

## Abschlusstabelle
|    | Land       | Spiele | Siege | Unent. | Ndlg. | Spiel- punkte | Diff. | Tabellen- punkte |
| -- | ---------- | ------ | ----- | ------ | ----- | ------------- | ----- | ---------------- |
| 1. | Irland     | 2      | 1     | 0      | 1     | 2:1           | + 1   | 2                |
| 1. | Schottland | 2      | 1     | 0      | 1     | 1:0           | + 1   | 2                |
| 1. | Wales      | 2      | 1     | 0      | 1     | 0:2           | − 2   | 2                |

## Ergebnisse
Für das Spielergebnis zählte die Anzahl erzielter Tore. Ein Tor wurde für eine erfolgreiche Erhöhung nach einem Versuch oder für ein Dropgoal gegeben. Endete das Spiel unentschieden nach Anzahl der Tore, zog man die nicht erhöhten Versuche hinzu, um einen Gewinner zu ermitteln. Gab es danach immer noch keinen eindeutigen Sieger, so trennten sich beide Teams unentschieden.
Ergebnisnotation: 
 T = Try (Versuch); G = Goal (Tor nach Versuch); D = Dropgoal
(in Klammern die Anzahl erzielter Tore)
| 4. Februar 1888 | Wales                   | 1T : 0        | Schottland | Rodney Parade, Newport Zuschauer: 7.000 Schiedsrichter: Joseph Chambers (Irland) |
| 4. Februar 1888 | Versuche: Jenkins-Price | (0:0) Bericht |            | Rodney Parade, Newport Zuschauer: 7.000 Schiedsrichter: Joseph Chambers (Irland) |

| 3. März 1888 | Irland                                                              | 1G 2T 1D : 0  | Wales | Lansdowne Road, Dublin Zuschauer: 4.000 Schiedsrichter: George Hill (England) |
| 3. März 1888 | Versuche: Shanahan Warren Erhöhungen: Rambaut Dropgoals: Carpendale | (2:0) Bericht |       | Lansdowne Road, Dublin Zuschauer: 4.000 Schiedsrichter: George Hill (England) |

| 10. März 1888 | Schottland                           | 1G : 0        | Irland | Raeburn Place, Edinburgh Schiedsrichter: J. S. MacLaren (England) |
| 10. März 1888 | Versuche: McFarlan Erhöhungen: Berry | (1:0) Bericht |        | Raeburn Place, Edinburgh Schiedsrichter: J. S. MacLaren (England) |